# مايكل كوبسا
مايكل كوبسا هو ممثل كندي، ولد في 22 يناير 1956 بتورونتو في كندا.

## وصلات خارجية
- مايكل كوبسا على موقع IMDb (الإنجليزية)
- مايكل كوبسا على موقع قاعدة بيانات الفيلم (الإنجليزية)
- مايكل كوبسا على موقع ANN person (الإنجليزية)